# Freie Deutsche Jugend

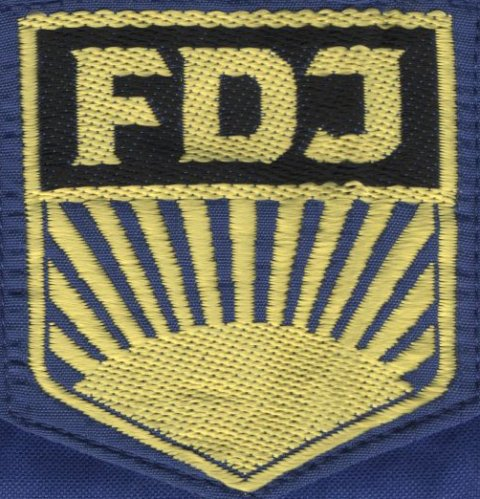
FDJ:s märke.

Freie Deutsche Jugend (FDJ) är ett socialistiskt ungdomsförbund i Tyskland som grundades 1936 för att motsätta sig Adolf Hitlers välde. 
Eftersom alla antifascistiska organisationer var förbjudna i Nazityskland tvingades FDJ att under hela Tredje rikets existens ha sitt högkvarter i andra länder. År 1936 låg högkvarteret i Paris, 1938 flyttades det till Prag och under många år låg det i London. Efter krigsslutet 1945 flyttade FDJ till Östtyskland där organisationen inlemmades i den östtyska staten. Bland FDJ:s tidigare ledare märks Erich Honecker som ledde organisationen 1946-1955. FDJ-medlemmar bar en blå skjorta. Sedan 2020 leds förbundet av Kattrin Kammrad.
I DDR var FDJ den enda statligt erkända ungdomsorganisationen. FDJ var medlemsorganisation i Demokratisk Ungdoms Världsfederation och Internationella studentförbundet. Medlemskapet var till för ungdomar mellan 14 och 25 år och under DDR-tiden var uppskattningsvis 75 procent av ungdomarna i detta ålderspann medlemmar i FDJ.
I Västtyskland förbjöds systerorganisationen FDJ in Westdeutschland redan 1951 på grund av författningsfientlighet, det vill säga samma bestämmelse som olagligförklarar nazistiska organisationer.

## Ordförande
- Adolf „Appel“ Buchholz (8 maj 1938 – mars 1942, i Prag/London)
- Horst Brasch (12 april 1942 – 1945)
- Alfred Kleeberg (1945 – sommaren 1946)
- Erich Honecker (7 mars 1946 – 27 maj 1955)
- Karl Namokel (1955–1959)
- Horst Schumann (1959–1967)
- Günther Jahn (1967–1974)
- Egon Krenz (1974–1983)
- Eberhard Aurich (1983–1989)
- Jens Rücker (från 1991)
- Andrea Grimm (från 2000)
- Ringo Ehlert (2002–2020)
- Kattrin Kammrad (från 2020)

## Historik

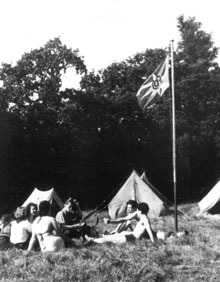
FDJ-fana i England, Augusti 1939

De första FDJ-grupperna uppstod redan före andra världskriget i exil i juni 1936 i Paris och den 8 maj 1938 i Prag. När Nazityskland erövrade dessa länder tvingades FDJ-medlemmarna fly, och nya grupper uppstod från och med 1939 istället i Storbritannien. FDJ-grupperna fick en stor del av sitt stöd från mycket unga judiska emigranter som tvingats fly från kontinenten.  I april 1943 gick FDJ i Storbritannien ut med ett upprop till sina medlemmar att ta värvning i den brittiska armén. Samma år blev FDJ en del av „Freie Deutsche Bewegung“. 

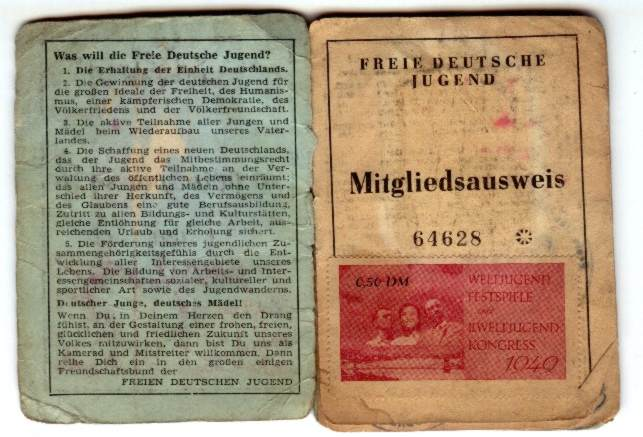
FDJ-medlemskort från 1948